# بانگ یونگ گوک
بانگ یونگ گوک (انگلیسی: Bang Yong-guk؛ زادهٔ ۳۱ مارس ۱۹۹۰) موسیقی‌دان اهل کره جنوبی است. وی از سال ۲۰۰۸ میلادی تاکنون مشغول فعالیت بوده‌است. علت شهرت وی رهبری گروه کره جنوبی بی. ای. پی است.